# الموسيقار طلال
الموسيقار طلال، اسم فني لملحن سعودي لم تكشف هويته، وقيل إنه شخصية افتراضية يتخفى وراء اسمه عشرات الملحنين الذين لا يريدون الكشف عن هوياتهم إمّا خوفًا من فشل تجاربهم الموسيقية أو درءًا لردة فعل محيطهم الاجتماعي. يتداول في الإعلام أن في رصيده الفني 800 لحن حتى نهاية عام 2022، قيل إنه قدمها في قرابة أربعة عقود ونصف، رغم أن اسمه لم يظهر في الإعلام إلا في النصف الأول من عقد 2010، وقد نسبت إليه وسائل الإعلام ألحانًا مسجلة باسم محمد شفيق وطلال مداح وغيرههما منذ عقود. كرمته دار الأوبرا المصرية في 19 ديسمبر 2014.

## البدايات
بدأ الموسيقار طلال عام 1982م بأغنية وطنية للفنان طلال مداح.

## تعاوناته مع الفنانين
لحن للفنان محمد عبده ألبومات كاملة هي: ألبوم «رماد المصابيح» عام 2017، وألبوم «عالي السكوت» عام 2016، و ألبوم «بلعن عليها الحب» عام 2013، ليتجدد التعاون بينهما في هذا الالبوم «عمري نهر» عام 2018.، وبلغ عدد الأعمال التي لحنها لمحمد عبده من عام 2013 إلى 2018م أكثر من 30 عملاً في أربعة ألبومات.
في عام 2025 لحن ألبوم «الوفاء للبدر» وتضمن خمس أغان من كلمات الأمير بدر بن عبد المحسن.

## أعمال من ألحانه
| العمل                  | كلمات               | الفنان         | المصدر                        |
| ---------------------- | ------------------- | -------------- | ----------------------------- |
| زلزليني                | فائق عبد الجليل     | طلال مداح      |                               |
| قصت ظفايرها            | بدر بن عبد المحسن   | طلال مداح      |                               |
| منهو حبيبك             | سعود بن بندر        | طلال مداح      |                               |
| نجمة ونهر              | بدر بن عبد المحسن   | طلال مداح      |                               |
| اشتقت لك يا فرحة العمر | عبد الله الفيصل     | طلال مداح      |                               |
| تمنيت من الله          | ثريا قابل           | طلال مداح      |                               |
| يا ناس الأخضر لالعب    | بدر بن عبد المحسن   | طلال مداح      |                               |
| سيدي قم                | بدر بن عبد المحسن   | طلال مداح      |                               |
| لا تسرق الوقت          | بدر بن عبد المحسن   | محمد عبده      |                               |
| ليالي نجد              | خالد الفيصل         | محمد عبده      |                               |
| رماد المصابيح          | بدر بن عبد المحسن   | محمد عبده      |                               |
| بنلتقي                 | فائق عبد الجليل     | علي عبد الكريم |                               |
| كل الكلام              | عبد الرحمن الأبنودي | نجاة الصغيرة   |                               |
| متى يأتي المساء        | طلال حيدر           | ماجدة الرومي   | [ 5 ]                         |
| أحزان وأموات           | بدر بن عبد المحسن   | حسين الجسمي    |                               |
| باقي فرح               | بدر بن عبد المحسن   | حسين الجسمي    |                               |
| الشمس                  | بدر بن عبد المحسن   | حسين الجسمي    |                               |
| حدر القمر              | خالد الفيصل         | حسين الجسمي    |                               |
| مَن يقدر عليك           | خالد المريخي        | حسين الجسمي    |                               |
| جاك الفرج              | سليم عبد الرؤوف     | حسين الجسمي    |                               |
| تعاندني                | سليم عبد الرؤوف     | حسين الجسمي    |                               |
| غالي                   | عبد الرحمن الأبنودي | حسين الجسمي    | [ 8 ]                         |
| واعر                   | خالد المريخي        | شذى حسون       |                               |
| مزيون                  | خالد المريخي        | شذى حسون       |                               |
| فرعون                  | طارش قطن            | شذى حسون       |                               |
| أين أذهب               | نزار قباني          | صابر الرباعي   |                               |
| مالي ومال الناس        | عبد الرحمن الأبنودي | صابر الرباعي   |                               |
| يسعد لي هالطلة         | خالد المريخي        | صابر الرباعي   | [ 9 ]                         |
| العاشق الهايم          | كريم العراقي        | سعد لمجراد     | [ 10 ]                        |
| ألبوم «الوفاء للبدر»   | بدر بن عبد المحسن   | محمد عبده      | صدر عام 2025، وتضمن خمس أغان. |